# جوسيف غرينير
جوسيف غرينير (بالألمانية: Josef Greiner)‏ هو كاتب نمساوي، ولد في 28 يونيو 1886، وتوفي في 1971.